# Cordia cardenasiana
Cordia cardenasiana  es una especie de planta en la familia Boraginaceae. Es un árbol endémico de Guatemala donde fue únicamente registrado en el departamento de Petén.

## Descripción
Son árboles que alcanzan un tamaño de hasta 15 m; con ramitas glabras. Hojas caducas; láminas 4.4-11.4 × 2.4-4.5 cm, elípticas, el haz glabro pero desigualmente papiloso, el envés glabro, la base aguda, los márgenes enteros, el ápice agudo a acuminado; pecíolos 8-30 mm, glabros. Inflorescencias hasta 15 × 11 cm, terminales, cimoso-paniculadas, las ramas puberulentas. Flores distilas, los pedicelos hasta 1.5 mm; cáliz 5-6 × 3-3.8 mm, tubular, estriado o débilmente sulcado, cortamente puberulento, desigualmente lobado o rasgado en la floración; corola 14.2-16.8 mm, tubular con los lobos patentes, los lobos 5, 5.2-6.2 × 4.8-5.9 mm, oblongos; filamentos 9.8-11.5 mm, los 7-7.6 mm apicales libres, glabros; ovario 1.2-1.4 × 1.3-2.5 mm, oblongoide, el estilo 6.8-7 mm, los lobos del estigma claviformes. Frutos no conocidos.

## Taxonomía
Cordia cardenasiana fue descrita por James Spencer Miller  y publicado en Annals of the Missouri Botanical Garden 74(3): 672–673, f. 2. 1987.
Etimología
Cordia: nombre genérico otorgado en honor del botánico alemán Valerius Cordus (1515-1544).
cardenasiana: epíteto otorgado en honor del botánico Martín Cárdenas Hermosa.